# Пако Рабанн

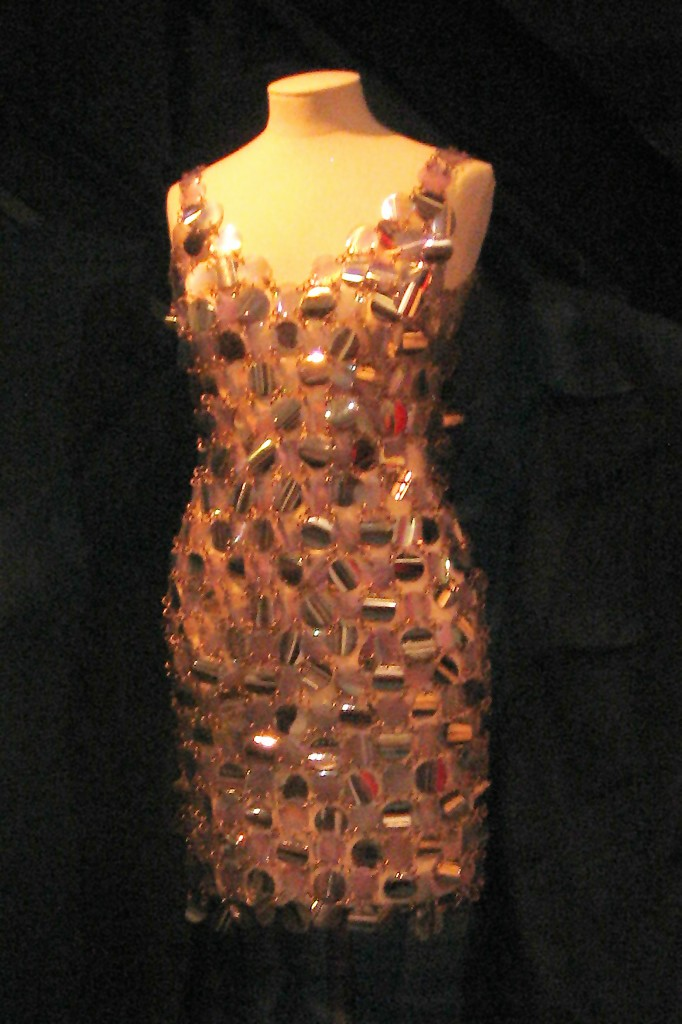
Сукня з колекції 1967

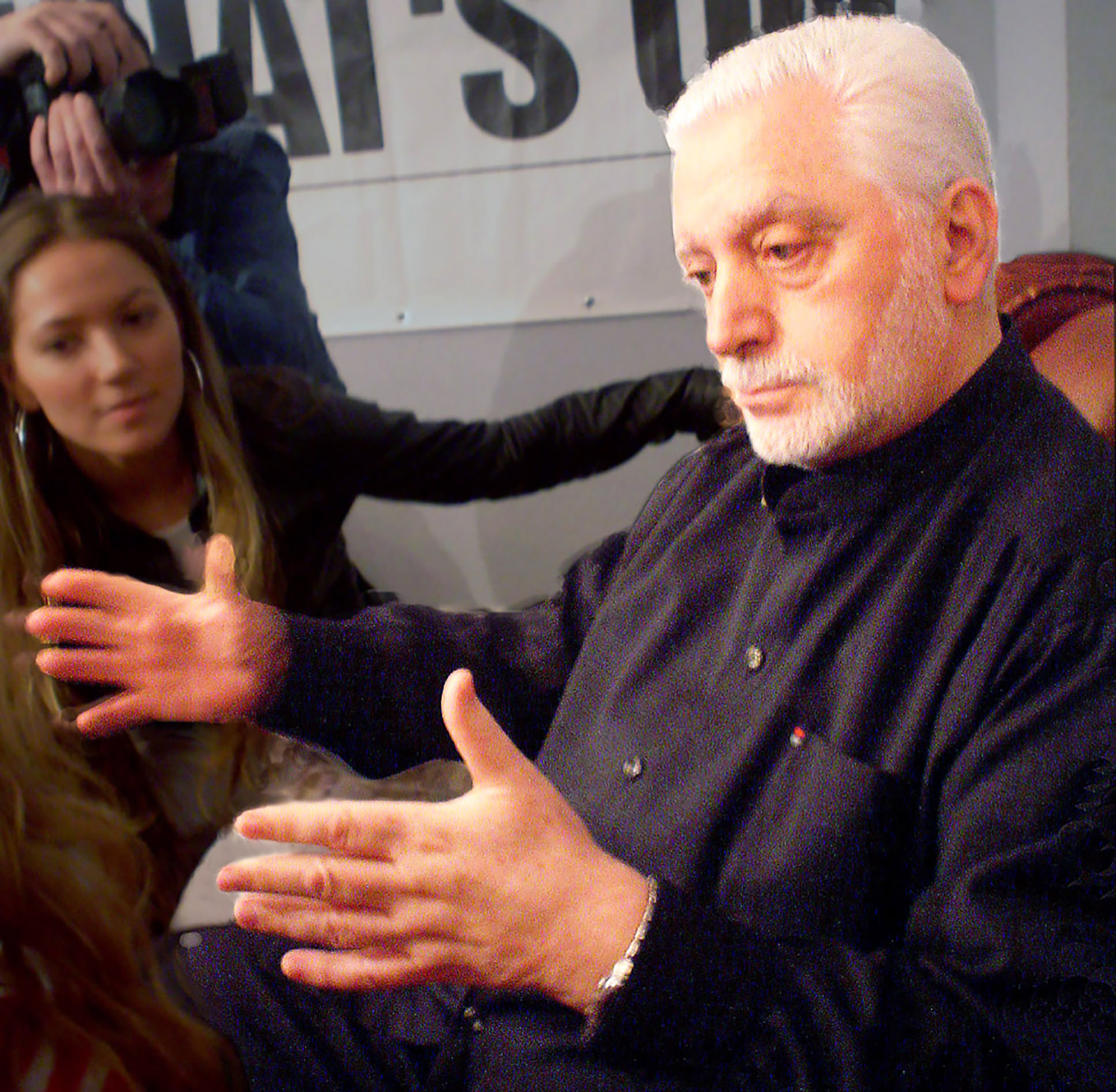
Візит Пако Рабанна до Києва. Фонд сприяння розвитку мистецтв, 2006

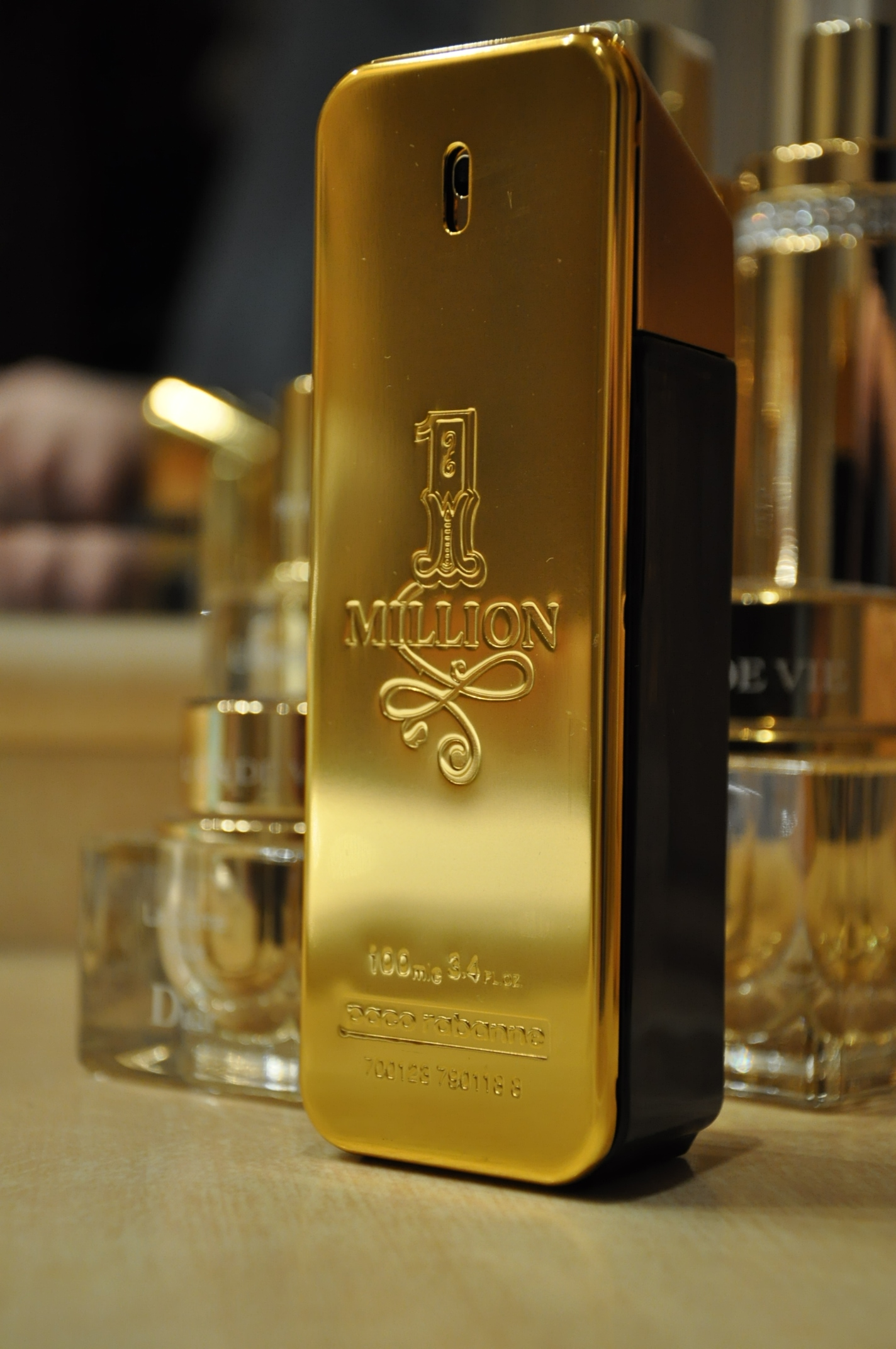
Туалетна вода 1 Million

Пако Рабанн (фр. Paco Rabanne), уроджений Франсіско Рабанеда і Куерво (ісп. Francisco Rabaneda y Cuervo; 18 лютого 1934, Пасахес, Іспанія — 3 лютого 2023) — французький модельєр-кутюр'є іспанського походження, революціонер у світі моди 1960-х. Відомий своїми переконаннями із приводу реінкарнації. Модельєр написав про свою творчість п'ять книг.

## Життєпис
Народився в Басконії, після смерті батька його родина переїхала у Францію. Його мати працювала в іспанського модельєра Крістобаля Баленсіага, вона була переконаною комуністкою, разом з нею Пако в 1950 побував у Москві.
У Франції вивчав архітектуру, але після завершення навчання за професією не працював, хоча пізніше використав набуті знання при створенні одягу. Ще будучи студентом, почав займатися виготовленням аксесуарів і біжутерії. Використав нові матеріали, наприклад родоід — високоякісна пластмаса на основі ацетилцелюлози, які пропонували простір фантазії. Легкі, кольорові й недорогі, його вироби привернули увагу молодих покупців. У 1965 продано біля 20 000 одиниць.
У 1966 в Парижі представив свою першу колекцію: дванадцять моделей із «сучасних матеріалів». Убрання з паперу, пластику, металу на босоногих білих і темношкірих дівчатах. Його показ був помічений міжнародною пресою. Вигадник Рабанн продовжив експериментувати, він створив колекцію вбрань із паперу, що вважав одягом майбутнього. Серед його проєктів були плащі з пір'я, одяг зі шкіри й металу, плетені кольчуги, з додаванням сухих квітів, мережива. Геометричні прогресії, комбінування матеріалів, Пако Рабанн використав усе. В 1969 дизайнер створив свої перші парфуми «Calandre», в 1973 перевернув світ парфумерії створивши чоловічий аромат зі змішаним запахом квітів і дерева (Paco Rabanne pour Homme).
Кутюр'є також відомий як дизайнер костюмів для театру й кіно. Він розробив костюми більш ніж для 35 фільмів, а також для незліченної безлічі театральних постановок і балетів. Один із найзнаменитіших костюмів у кіно — костюм, розроблений для Джейн Фонди у фантастичному фільмі «Барбарелла».
Багато років займався живописом, але не часто виставляв свої художні роботи. Вперше — в Центральному будинку художника в Москві. Офіційне відкриття виставки відбулося 1 жовтня 2005 і тривало до 14. У травні 2008 метр знову відвідав російську столицю, цього разу він приїхав із триденним візитом щоб взяти участь у відкритті Будинку моди Вероніки Жанви.
Неодноразово маестро відвідував і Київ. У 2006 перебував із виставкою графіки з 26 аркушів, витриману у чорно-білій гамі, в приміщенні галереї Фонду сприяння розвитку мистецтв. Виявилося, шо професіонал у царині одягу цікавився, перш за все, людським обличчям, яке є мірилом духовності. Побачені ним зміни часів Помаранчевої Революції, він узагальнив метафорично: «Україна нагадує мені зараз квітку, яка на очах розкриває свої пелюстки».
В останні роки працював з Розмарі Родрігес, яка змішує секрети винаходів великого кутюр'є з образом сьогоднішньої жінки в сучасних колекціях торговельної марки Paco Rabanne.
Пако Рабанн помер 3 лютого 2023 року в себе вдома у селі Портсаль (входить до комуни Плудальмезо, департамент Фіністер, у Бретані), за два тижні до свого 89-го дня народження.